# Junta governativa paraense de outubro a novembro de 1930
A Junta governativa paraense de 1930 (2) foi o segundo triunvirato formado em decorrência da Revolução de 1930, formado por:
- Otávio Ismaelino Sarmento de Castro
- Antônio Rogério Coimbra
- Mário Midosi Chermont.

A junta assumiu o governo do estado em 28 de outubro, permanecendo no cargo até 12 de novembro de 1930.